# Битка за Пирот (1885)
Битка за Пирот у току српско-бугарског рата је трајала два дана, 14. и 15. новембра 1885. године.

## Први дан битке
Предвиђен као оперативна база, Пирот је и пре почетка, а нарочито након избијања српско–бугарског рата постао логориште највећег дела српске војске мобилисане за сукоб са Бугарском. По прогласу рата 14. новембра 1885, у Пирот су дошли Врховни штаб и врховни командант српске војске, краљ Милан Обреновић.
Кад је освануо 14. новембар 1885. године пуковник Топаловић добио је најпре телеграфски рапорт потпуковника Симоновића којим јавља да су све трупе које су на граници остале, први, десети пук и моравски дивизијски ескадрон, на своме месту. његова су два ескадрона на предстражама, а он се c остала два ескадрона свог пука налази за сад опет код Суковског Места. Одмах иза овог првог извешћа коњице стиже и рапорт потпуковника Гајиновића, који јавља: да је још јуче пре подне поставио реле 1 до Пирота, да се о кретању бугарских трупа за сад не примећује ништа. Јуче пред вече и јутрос испаљено је неколико пушака између патрола наших и бугарских. Моли Команданта Нишавске Војске, ако је икако могуће, да га смени, пошто су како официри тако и војници посве изнурени и са храном људском а и стоком стоје врло рђаво. 
У 8 сати и 35 минута отпочела је непријатељска артиљерија да дејствује против предстраже. тако исто пешадијска ватра на десном крилу према Куклину. Један бугарски војник је тада убијен.
Услед „наглог одступања“ првог батаљона VII-or пука, а и према, упутствима која је мајор Лаза Павловић .имао за слу-
чај напада бугарског, он је наредио, да његов предстражни батаљон одступи, а са друга своја два батаљона развио се
убојни ред и прихватио је свој предстражни батаљон. Међутим, Бугари су у колонама продужавали своје наступање оним висовима, на којима је пре Дунавска Дивизија била, а с артиљеријом су дејствовали тако, да је командант десетог пука морао, ради осигурања своје одступнице, више пута свијати се са положаја на положај, час у маршевом, а час у бојевом реду, јер Бугари не само да су претили његовој одступници са левог крила, услед њихове краће линије за наступање, они су у исто време успешно наступали и од Плаштнице и од Димитровграда на Суковски Мост, пушкарајући се са српским предстражама у центру и на десном крилу. У 9 часова су Бугари отпочели ватру на свим фронтовима а већ поподне су стигли до ивице села Пољска Ржана.
Бугарску је војску чинило 13 ескадрона, и коњицом је управљао сам дворски маршал кнеза Батенберга, потпуковник Ридезел.
У поподневним сатима 14. новембра, бугарска трупа је напредовала, а српска батерија је одступила тако да су се око 17 часова већ нашли пред Пиротом из правца села Крупац и Извор.
Команданту I коњичког пука је било наређено да буде спреман да јуришем Бугаре нападне. Пред Пиротом је само један батаљон истурен био, па и он је ту стигао после подне, пред сами долазак Бугара. Бригадир је издао заповест команданту тог батаљона, и самим пешацима у ланцу, да не пуцају док им се Бугари не приближе, ако т. ј. то учине, јер је изгледало да немају намеру даље кретати се. Међутим приспе ту и прва батерија дунавског артиљеријског пука, и чим изађе на висину пешачког ланца, отвори ватру против бугарских колона, које су незаштићено стајале. Одмах за тим отпочеше и Бугари топовску ватру против српске батерија и I коњичког пука, који је био принуђен да често своје
место мења, како би само гранате избегао. Ватра српске артиљерије није дуго трајала, јер прва полубатерија је враћена, а касније је одступила и друга половина. Међутим са почетком артиљеријске ватре, и бугарска пешадија је почела да
наступа. Бугари се нису предавали и почели су тада да бацају гранате у варош.
Како су се непријатељи приближавали граду, руља која је бежала је запалила барутни магацин код кафане "Код српског краља". Тада су почела бугарска пустошења по граду - проваљивали су у скоро све магазе у центру града и тражили Србе.
Доведена је једна батерија под заштитом трећег батаљона ХI пука, који је командант пука лично довео, да противника с бока нападне. Батаљон напредовао је у правцу ка Ржани до саме Нишаве, а батерија заузимала је у два маха положаје пред Пиротом између путева из Пирота за Бериловац и за Крупац. Ово је противника довела у забуну и довела у застој његове колоне, које су ка Пироту напредовале. X пук и брдска батерија имали су омању борбу са противником који је био запосео висове над Извором пешадијом и једним брдским топом — до у сами мрак. По наређењу, још једна експлозија је сценирана на тврђави јер је Павле Хорстиг, српски официр немачког порекла, наредио Ђурђу Филиповићу да се варош запали. Према неким изворима, Хорстиг је касније порицао ово наређење да се запали Пирот. Савременици су забележили да су у граду попуцали зидови и прозори на кућама.
У ноћи између 14. и 15 новембра, дунавске трупе биле су распоређене овако: Један батаљон XV пука на Сарлаху, други између Сарлаха и друма. Један батаљон VII пука између друма и долине испред села Гњилана, а други је остао код Шумадијске Дивизије; од IX пука један батаљон код Гњилана, а други се тек прикупљао. се. XIX гардијски батаљон на раскрсници друма за Пирот и Блато. Све четири батерије су биле у резерви. Коњички ескадрон је био позициониран између Пирота и Раснице. Муницијска колона, друму спрам села Блата и Понора. Возарски пук је био у Белој Паланци. Те ноћи се водила борба између Бугара који су већ били запосели Пирот и Срба који су на узвишењу Сарлах, изнад града. У самом Пироту су се могли чути с времена сукоби између зараћених страна.
Резултат првог дана борбе био је овај: да су Срби са њихове предње линије, од Чиниглаваца — Суковског Моста и Војнеговаца потиснути на линију Градашница – Белава – Расница, а да су се Бугари с линије Одоровци — Милојковац – Суково, помакли напред на линију Бериловац- Сарлах - Држина.

## Други дан битке
У два сата после пола ноћи (између 14. и 15. новембра) јавио је Командант Дринске Дивизије пуковнику Toпаловићу да су Бугари напали y 11 сати и 40 минута пук, да су један батаљон потисли и положај шестог пука пореметили, да је послат XIV пук да помогне шестом да поврати положаје. Такође, Командант Дринске Дивизије је наредио повлачење трупа до села Барје Чифлик где је већ била Моравска дивизија.
Бугари су заузели Црни врх изнад града где се те ноћи десила борба.
Од 4 сата изјутра 15. новембра отпоче се чарка на левом српском крилу код Градашнице. Одмах за тим се дешавала са Сарлаха и Белаве жива пушчана ватра. Напослетку се чула и пуцњава код Раснице.
Непријатељ је зором отпочео напад на целој линији, али борбу је започео најпре на Сарлаху, желећи да га заузме, вероватно у намери да центар општег положаја пробије. Један батаљон XV пука, који се на Сарлаху налазио, уступио је у први мах. Међутим, успео је, не само да непријатеља одбије, него је освојио и остали део Сарлаха.
Топовска се борба водила преко Пирота. Поједине гранате ударале су и у варош, као што се могло познати по експлозијама и детонацијама у најближој близини. Шумадинци који су пуцали непријатељу у бок и олакшавали Дунавцима да поврате Сарлах и имали су успеха. Х пук сишао је доле и ушао у варош заједно са II батаљоном VII пука и са једним батаљоном I пука.
Паљбу ових три чета ХI пука против непријатеља на Сарлаху, и обе ове акције нису биле последица рачуна и воље дивизијареве, већ су потекле услед приватне иницијативе бившег начелника пиротског - пуковника Топаловића.
У 12 часова у подне Командант Нишавске Војске шаље извештај Краљу у Нишу: Дринска Дивизија сад је попустила и Бугари су ојачани наступили. Сада се ситуација окренула и нема изгледа да ћемо задржати положаје. На расположењу што год имам
трупа, све сам употребио. Лево крило Шумадијске Дивизије такође је јако нападнуто и услед тога попустило.
Тог поподнева било је заробљено 68 Бугара, а српске дивизије су биле овако распоређене: Дунавска Дивизија заузела је висове испод Белаве и запосела је Белаву; Дринска је на висовима испод Блата и још нешто у десно, а Моравска је у резерви позади њих и поред пута за Белу Паланку.
Бугари су најзад кренули на Сарлах и задња борба се водила на том брду.
Дуж целог нашег фронта борба је очајна. Бугари су нападали а Срби се бранили. Дунавска дивизија се држала најбоље на центру.
Отерали су Бугаре јако брзо са јужног дела брда. Три српска батаљона, од којих један беше моравски па јурнуше па Бугаре, који су се пред Пиротом борили, растераше их и уђоше у варош. Бугари напустише Пирот. Очевици причају, да су се наши војници још увек пушкарали са Бугарима у Пироту, којом је приликом заробљено 64 или 65 бугарских војника.
Поред свега тога чуше се најпре поједине па онда све чешће пушке са српске стране улицом. Одмах затим се чуло са главне улице: „Ура!“ и тачно у 10 сати и 25 минута пре подне, пројурила је прва српска колона у центру вароши.
Борба се наставила на линији Расница - Барје Чифлик и трајала је непуна 3 сата. Како су изгубили Пирот, Бугари су са својих 60.000 војника ударили на читавом фронту око Пирота. Шумадијска артиљерија напустила је тог дана, бојиште напустила и одступала ка Бабиној Глави. Са артиљеријом је отишао и II коњички пук истим путем. Дунавска Дивизија одступи гребеном Белаве до Суводола. Дринска Дивизија остала је на положајима, на којима је се затекла у последњем моменту борбе, изнад Блата и Костура.
Моравска Дивизија одступи пиротским друмом до села Шумље. На центру пред пешадијом на пиротском друму, истакнут је био 1 коњички пук. Оскудица пешадијске муниције се осећала; свим командантима је наређено да штеде метке.

## После битке
Краљ Милан је посетио Пирот 16. новембра 1885. године, одмах након дводневне борбе. Када је стигао у Пирот, гроф Лудовик Андреј Кевенхилер је стигао после разговора са Батенбергом и рекао: Величанство! Господин Батенберг не хтеде у почетку ни да чује о примирју. О примирју, вели, може бити говора, тек кад он са својом војском уђе у Ниш! Али кад му ја припретих да ће тада већ бити доцне, јер aко само један корак учини напред, наћи ће према себи не само српску, већ још једну страну и много јачу војску, он клону као цвет попарен кључалом водом. Одмах је пристао на све, што сам од њега захтевао.
У ноћи након српског пораза на Сливници, 19/20. новембра, један батаљон другог позива, под командом мајора Марка Милошевића, који је штитио крајњи леви бок српске војске од евентуалних изненађења, услед преувеличавања непријатељске снаге и малодушности команданта, прво је потиснут са бугарске територије у пограничју, да би се због бекства команданта у току ноћног бугарског напада на село Височку Ржану, на српској територији, растурио и разбегао у позадину, остављајући село одбрани мештана.
Успаничени командант није могао знати да је бугарских војника било свега око 120, те да нису наставили гоњење, већ да су се, након што су опљачкали Ржану, вратили на бугарску територију. Мајор Милошевић је у Пирот, пред зору 20. новембра, јавио да је његов батаљон распршен, да нема под својом командом више од 220 људи, те да се између четири бугарска батаљона и једног ескадрона, како је описао трупе које су га разбиле. Ноћни препад на Ржану је изазвао панику, неред и пад морала у српској војсци и утицао на развој ратних операција. Вест да се непријатељ налази на само четири сата од Пирота, у коме је у том тренутку био краљ Милан, изазвала је панику у српској команди. Након што је ради одбране угрожене вароши, за команданта одбране Пирота именовао окружног начелника Тодора Поповића, остављајући му чету дворске страже, једине јединице у том тренутку у Пироту, краљ је отишао у безбеднију Белу Паланку. Вест о угрожености Пирота није само утицала на повлачење краља, већ и целокупне српске војске са положаја које су заузимали након Сливничке битке. Убрзо по приспећу вести о наводном бугарском надирању од Ржане, начелнику Штаба врховне команде, Јовану Петровићу, телеграфисано је у Цариброд о опасности за целокупну српску војску. Начелник Штаба је свим српским дивизијама наредио да се повуку у правцу границе и ка Пироту. Када је мајор Милошевић око поднева јавио Врховном штабу да је бугарска војска напустили Ржану и вратила се на територију Бугарске, а он запосео село, српске дивизије са сливничких положаја већ су биле у повлачењу. Наређење да прекину повлачење и заузму напуштене положаје, издато након што се у Штабу схватило да је реаговано сувише брзоплето, српске дивизије је затекло на српско–бугарској граници. Српске дивизије провеле су 20. и 21. новембар у повлачењу на границу, на повратку на напуштене положаје. На саветовању ратног савета у Цариброду 23. новембра, одлучено је да се српска војска повуче са бугарске територије на границу и да се затражи примирје. Аустроугарско Министарство спољних послова замољено је да поради да остале Велике силе прихвате идеју о примирју и да се за њега енергично заложе.
Мировни преговори трајали су од фебруара 1886. до 3. марта 1886, када је у Букурешту потписан мир. Бугарска влада је испрва намеравала да од Србије тражи територијалну надокнаду, међутим, схвативши да за то нема објективних могућности, Софија је у наставку преговора тражила од Србије исплату ратне одштете у износу од 25 милиона франака. Именовану суму је, по мишљењу бугарске дипломатије, Србија имала да исплати у року од пет година, у ком би Пирот остао у рукама Бугарске као гаранција да ће Србија исплатити ову одштету. На крају су бугарски захтеви одбачени, те мир није подразумевао никакве територијалне промене нити репарације. Идеја да се Пирот у случају ратне среће припоји Бугарској јавила се код бугарског вођства, убрзо након победе на Сливници. Пре заузимања вароши, најкасније 26. новембра, за бугарског пиротског кмета назначен Спас Вацов, један од пиротских емиграната у Бугарској. Већ 29. новембра, два дана након уласка бугарске војске у варош и дан након прекида ватре, по Пироту су облепљене објаве о успостави бугарске цивилне власти. За кмета је именован поменути Вацов, за пиротског окружног начелника Никола Манов, такође пиротски емигрант, а за полицмајстера, тј. шефа полиције, народни посланик Јов Титоров. Кмет у вароши, после Вацова, постао је Коста Даскаловић, пиротски трговац.
Пиротски грађани су писали још једној адреси, 9. децембра 1885, у време застоја преговора о примирју између Бугарске и Србије, упућену на све дипломатске представнике у Софији. У њој је црним словима бојама осликано седмогодишње „ропство“ под Србима и посебно је истакнута забрана националног изјашњавања и отварања бугарских школа.

## Злочини окупатора у Пироту током рата
Пљачкања, паљевине, силовања сељанки и робљење сељака обележили су наступање бугарске војске преко српске територије до Пирота, а нарочито су систематично опљачкана поседнута погранична села. Из њих, али и оних дубље на српској територији одвођени су и одношени ситна и крупна стока, живина, кошнице, житарице, сено, слама, алкохол, гвоздени алат, коњски улари, те ситно и крупног покућство. Пљачку ствари пратило је мучење људи за које се веровало да имају новца, као и силовање жена, девојчица (од 11 година) и старица од 70 година, па чак и једне труднице, која је након силовања побацила.
За време трајања окупације отерано је у Бугарску, или за потребе војске у Пирот, 3450 оваца, 210 свиња, 241 говеда и волова и 153 коња из села Раснице, Брлога, Обреновца, Сукова, Пољске и Височке Ржане, Чинглаваца, Крупца, Камика, Барје Чифлика, Гњилана, Дојкинаца, Срећковца и Велике Лукање. Из села Завоја, Покровеника и Копривштице, која су успела да сачувају свој сточни фонд, приликом повлачења бугарске војске, конфисковани су за транспорт волови, кола и саонице и отерани у Бугарску. Недисциплинована војска вршила је по селима паљевине кућа, појата, плевни, амбара, кошева, приватних и општинских, винских подрума и пластова сена. Разне грађевине, ђумрукане, зграде општина, општинских судова и механе опљачкане су и руиниране. У селима близу границе, у Сукову, Височкој Ржани и Обреновцу, приватне, државне и црквене грађевине су лишене чак и прозора, врата и патоса, који су однети у Бугарску. Сеоске школе су остале без намештаја али и без књига.
Највише су страдале зграде државних и општинских установа. Окружно начелство, суд, гимназија и болница лишени су намештаја, чак и болничких кревета, каса, фуруна, врата и прозора. Општинска кафана и 48 кућа у власништву општине су до темеља срушене, док су куће избеглих досељеника из старих граница и чиновника, у некадашњој турској четврти Пазар, лишене не само целокупног покућства, већ и прозора, врата, патоса, тавана, неке чак и кровова. Исто је прошла и јеврејска градска махала. Три варошке приватне
гостионице такође су опљачкане и руиниране. Опљачкани су или оскрнављени и верски објекти. Синагога је представљала „слику рушевине“, једина преостала џамија је претворена у шталу, док је са нове градске цркве звоно скинуто и однето као трофеј по жељи кнеза Батенберга. У Пироту није било масовних ни појединачних ликвидација, већ су убијани током пљачке, што због покушаја да заштити суседову имовину и због отимања испросјаченог новца.
Поред разорне вароши бугарска војска је за собом оставила у вароши и 48 или 68 угинулих волова, 12 коња и и 12 комада ситне стоке, као и три људска леша. Поред тога, своје и српске војнике сахранили су у плитке гробове, које су варошки пси луталице раскопавали.